# Telofaza
Telofaza je zadnja podfaza mitoze. U životinjskih organizama to je peta faza, nakon koje slijedi faza citokineze Kod biljnih organizama, to je šesta faza koja slijedi nakon anafaze.
U telofazi odmotavaju se kromosomi, diobeno vreteno se raspada, formira se nova jezgrina ovojnica od dijelova stare jezgrine ovojnice koje su kromosomi odnijeli na polove, od despiraliziranih kromosoma oblikuje se kromatin odnosno nastaju dvije nove jezgre na polovima stanice. Ovime završava mitoza.
|  |  |